# Lehôtka
Lehôtka (węg. Gácsliget, do 1899 Gács-Lehota) – wieś (obec) na Słowacji położona w kraju bańskobystrzyckim, w powiecie Łuczeniec. Pierwsze wzmianki o miejscowości pochodzą z roku 1385. 
Według danych z dnia 31 grudnia 2012 wieś zamieszkiwało 339 osób, w tym 170 kobiet i 169 mężczyzn.
W 2001 roku rozkład populacji względem narodowości i przynależności etnicznej wyglądał następująco:
- Słowacy – 95,96%
- Czesi – 0,67%
- Romowie – 1,35%
- Węgrzy – 2,02%

Ze względu na wyznawaną religię struktura mieszkańców kształtowała się w 2001 roku następująco:
- Katolicy rzymscy – 38,05%
- Grekokatolicy – 0,34%
- Ewangelicy – 56,57%
- Ateiści – 5,05%